# Lada 2110
Lada 2110 var en lille mellemklassebil bygget af den russiske bilfabrikant Lada. Modellen er en 4-dørs sedan bygget mellem 1995 og 2008, og er efterfølgeren for Lada Samara. Modellen fandtes i to forskellige motorvarianter (Li 8V med 60 kW (82 hk) og GLi 16V med 67 kW (91 hk), begge på 1,6 liter), som begge opfyldte Euro4-normen. Hos firmaet Suzuki Egypt S.A.E. med sæde i 6. oktober-byen bygges Lada 2110 stadigvæk.
Hos vesteuropæiske førere er Lada 2110 mest kendt for sin lave anskaffelsespris sammenlignet med europæiske, japanske eller sydkoreanske bilmodeller i samme klasse.
Lada 2110 findes i alle sine varianter også med autogasmotor.
I efteråret 2008 blev Lada 2110 afløst af den nye Lada Priora (type 2170) og sælges dermed ikke længere på det russiske nybilmarked.

## Varianter
Modellen findes også som combi coupé under navnet Lada 2112 og som stationcar under navnet Lada 2111. På eksportmarkederne bortfalder det første 2-tal, så modellerne blot hedder Lada 110/111/112.